# Osmundsberget
Osmundsberget är ett berg i Boda socken, Rättviks kommun, 18 kilometer nordnordöst om Rättvik, toppen 358 meter över havet.
Berget är uppbyggt av leptaenakalksten och har en rik flora. Under 1860-talet gjordes här fåfänga försök att utvinna olja.
Enligt en sägen har berget fått sitt namn efter jätten Osmund, som var son till jättekvinna Gulla eller Gullas Ingeborg. Trakten skall ha befolkats av människor som gift in sig i jättarnas släkt. Sägnen dokumenterades redan på 1700-talet av Abraham Hülphers den yngre.